# Medaillespiegel van de Paralympische Winterspelen 1984
Op de Paralympische Winterspelen 1984 in Innsbruck werden op 107 onderdelen gouden, zilveren en bronzen medailles uitgereikt. In de tabel op deze pagina staat de medaillespiegel.
Het IPC stelt officieel geen medaillespiegel op, maar geeft desondanks een medailletabel ter informatie. In de spiegel wordt eerst gekeken naar het aantal gouden medailles, vervolgens de zilveren medailles en tot slot de bronzen medailles.

## Medaillespiegel
In de tabel heeft het gastland een blauwe achtergrond.
| Plaats | Land                     | NOC    | Goud | Zilver | Brons | Totaal |
| ------ | ------------------------ | ------ | ---- | ------ | ----- | ------ |
| 1      | Oostenrijk               | AUT    | 34   | 19     | 17    | 70     |
| 2      | Finland                  | FIN    | 19   | 9      | 6     | 34     |
| 3      | Noorwegen                | NOR    | 15   | 13     | 13    | 41     |
| 4      | Bondsrepubliek Duitsland | FRG    | 10   | 14     | 10    | 34     |
| 5      | Verenigde Staten         | USA    | 7    | 14     | 14    | 35     |
| 6      | Zweden                   | SWE    | 7    | 2      | 5     | 14     |
| 7      | Zwitserland              | SUI    | 5    | 16     | 16    | 37     |
| 8      | Frankrijk                | FRA    | 4    | 2      | 0     | 6      |
| 9      | Polen                    | POL    | 3    | 2      | 8     | 13     |
| 10     | Canada                   | CAN    | 2    | 8      | 4     | 14     |
| 11     | Nieuw-Zeeland            | NZL    | 1    | 3      | 1     | 5      |
| 12     | Groot-Brittannië         | GBR    | 0    | 4      | 6     | 10     |
| 13     | Italië                   | ITA    | 0    | 0      | 1     | 1      |
| 13     | Joegoslavië              | YUG    | 0    | 0      | 1     | 1      |
| Totaal | Totaal                   | Totaal | 107  | 106    | 102   | 315    |

Medaillespiegel Zomerspelen

1960 · 1964 · 1968 · 1972 · 1976 · 1980 · 1984 · 1988 · 1992 · 1996 · 2000 · 2004 · 2008 · 2012 · 2016 · 2020

Medaillespiegel Winterspelen

1976 · 1980 · 1984 · 1988 · 1992 · 1994 · 1998 · 2002 · 2006 · 2010 · 2014 · 2018